# Шихазани (село)
Шихаза́ни (рос. Шихазаны, чув. Шăхасан) — село у складі Канаського району Чувашії, Росія. Адміністративний центр Шихазанського сільського поселення.
Населення — 2997 осіб (2010; 3089 у 2002).
Національний склад:
- чуваші — 89 %

## Відомі мешканці
- Чумікова Вероніка Геннадіївна (1994) — борчиня вільного стилю, срібна призерка чемпіонату Європи, срібна та бронзова призерка Кубків світу, чемпіонка світу серед студентів.